# 573. pehotni polk (Wehrmacht)
Za druge 573. polke glejte 573. polk.
573. pehotni polk (izvirno nemško Infanterie-Regiment 573) je bil eden izmed pehotnih polkov v sestavi redne nemške kopenske vojske med drugo svetovno vojno.

## Zgodovina
Polk je bil ustanovljen 28. oktobra 1940 kot polk 13. vala na področju WK IV iz delov 171. in 234. pehotnega polka; polk je bil dodeljen 304. pehotni diviziji.
13. in 14. četa sta bili ustanovljeni zgodaj leta 1942.
15. oktobra 1942 je bil polk preimenovan v 573. grenadirski polk.